# Tampa Red
Tampa Red (* 8. Januar 1904 in Smithville, Georgia; † 19. März 1981 in Chicago, Illinois; eigentlich Hudson Whittaker, geboren als Hudson Woodbridge) war ein US-amerikanischer Sänger und Gitarrist.
Er gehörte zu den herausragenden Slide-Gitarristen und war auch als The Guitar Wizard bekannt. Das Besondere an seinem Gitarrenspiel war, dass er einen kurzen Bottleneck benutzte, der nicht über das gesamte Griffbrett ging und es so ermöglichte, den Finger zum Greifen der Saiten zu benutzen. Im Gegensatz zu fast allen anderen Slidegitarristen dieser Zeit spielte er auf einer normal gestimmten Gitarre, während das Gros der Gitarristen zum Slidespiel offene Stimmungen einsetzte.

## Leben
Tampa Red zog in den 1920er-Jahren nach Chicago, wo er mit Georgia Tom Dorsey das Duo Hokum Boys bildete, das mit dem Titel It’s Tight Like That einen Hit landete.
Nach dem Tod seiner Ehefrau im Jahr 1953, den er nie überwand, wurden seine Alkoholprobleme akut und seine Karriere brach ab.
Trotz des Interesses an Bluesmusik aus den 1920er und 1930er Jahren konnte Tampa Red keine neue Karriere mehr aufbauen. Nach dem Tod seiner neuen Lebensgefährtin in den 1970er Jahren, die seinen Tagesablauf strukturierte und ihn versorgt hatte, lebte der Bluesmusiker in einem Altenheim. 1981, im selben Jahr, in dem er verarmt starb, wurde Tampa Red in die Blues Hall of Fame aufgenommen.

## Karriere
Von den 20er bis in die 1950er Jahre hinein zählte Tampa Red neben Big Bill Broonzy und später Muddy Waters zu Chicagos führenden Bluesmusikern. Er half vielen vom Lande zugereisten Musikern, wie beispielsweise Big Maceo Merriweather, über die erste Zeit und machte sein Haus zum Übungsraum für die Bluesszene. Tampa Red machte viele Einspielungen im Bereich Hokum, Pop, Jive und vor allem Blues. Mit Anna Lou Blues, Black Angel Blues, Crying Won't Help You, It Hurts Me Too und Love Her with a Feeling stammen einige klassische Blues-Kompositionen von ihm. Im Dezember 1942 hatte Tampa Red einen Hit in der „Harlem Hit Parade“ (dem Vorläufer der R&B-Charts) mit Let Me Play with Your Poodle; in die R&B-Charts kam er 1949 mit When Things Go Wrong with You.
Anfang der 1960er Jahre nahm Tampa Red noch einige LPs auf. Es handelte sich meist um Solo-Aufnahmen, auf denen er sich mit Gitarre und Kazoo begleitete. Auf einigen Stücken unterstützte ihn der Pianist Cow Cow Davenport.

## Diskographie
- Don’t Tampa with the Blues (1961)
- Don’t Jive with Me (1961)
- How Long (1963)
- Bottleneck Guitar (1928-1937)  (1974)
- Tampa Red (1982)
- It’s Tight Like That (1991)
- In Chronological Order Vol. 1: May 1928 To 12 January 1929  (1991)
- Complete Recorded Works, Vol. 2 (1929)  (1991)
- Complete Recorded Works In Chronological Order Vol. 4 (1930-31)  (1991)
- Complete Recorded Works In Chronological Order Vol. 5 (1931-34)  (1991)
- Complete Recorded Works, Vol. 9 (1937-1938)  (1993)
- Complete Recorded Works, Vol. 10 (1938-1939)  (1993)
- Complete Recorded Works, Vol. 11 (1939-1940)  (1993)
- Complete Recorded Works, Vol. 12 (1941-1945)  (1993)
- Complete Recorded Works, Vol. 15  (1993)
- Complete Recorded Works, Vol. 13 (1945-1947)  (1994)
- Complete Recorded Works In Chronological Order, Vol. 7: 27 July 1935 To 5 August 1936  (1994)
- Complete Recorded Works, Vol. 8 (1936-1937)  (1996)
- 1928-1946 (1999)
- Don’t Jive Me (2002)
- Guitar & Piano Duets (2007) mit Big Maceo
- Bluebird Recordings 1936-1938  (2007)
- Roots N’Blues-the Guitar Wizard (2008)
- You Cant Get That Stuff No More (2008)
- Midnight Blues

Die Complete Recorded Works wurden von Document Records veröffentlicht.